# Le Médecin malgré lui (film, 1957)
 (juin 2020).
Si vous disposez d'ouvrages ou d'articles de référence ou si vous connaissez des sites web de qualité traitant du thème abordé ici, merci de compléter l'article en donnant les références utiles à sa vérifiabilité et en les liant à la section « Notes et références ».
Pour l’article homonyme, voir Le Médecin malgré lui.
Pour plus de détails, voir Fiche technique et Distribution.
Le Médecin malgré lui (Toubib al affia) est un film marocain du réalisateur français Henry Jacques. Adaptation de la pièce homonyme de Molière, le film a été tourné à Rabat, à Dar es Salam, aux jardins des Oudaïas.
C'est une coproduction de la Société nouvelle de productions des studios Souissi (Maroc) et les Studios de Paris (France). Le casting est composé d'acteurs égyptiens, libanais et marocains, avec une figuration entièrement marocaine.
Le film était en compétition officielle lors du festival de Cannes 1956.

## Fiche technique
- Scénario : d'après la pièce de Molière Le Médecin malgré lui
- Adaptation : Henry Jacques
- Assistant réalisateur : Youssef Malouf
- Décors & costumes : Edy Legrand
- Musique : Attia Charrara et Rachdi
- Chef opérateur : Charley Manehou
- Production : Société nouvelle de productions des studios Souissi, Studios de Paris
- Genre : Comédie
- Format : pellicule 35 mm, noir et blanc
- Durée : 1:00:00

## Distribution
- Mohamed El Tabei : Sganarelle (Ghoa)
- Amina Amiu : Lucinde (Gazila)
- Kamal el-Shennawi : Léandre (aziz)
- Figuration : Hamadi Amor, Bachir El Alj, Abderrazak Hakam, Larbi Doghmi, Tayeb Saddiki, Leïla El Jazairia , Abdellah Choukroun, Brahim Soussi, Mohammed Afifi, Hamadi Tounsi, Jamila Choukroun

## Distinctions
Le film a été présenté en sélection officielle en compétition au Festival de Cannes 1956.